# 妙語

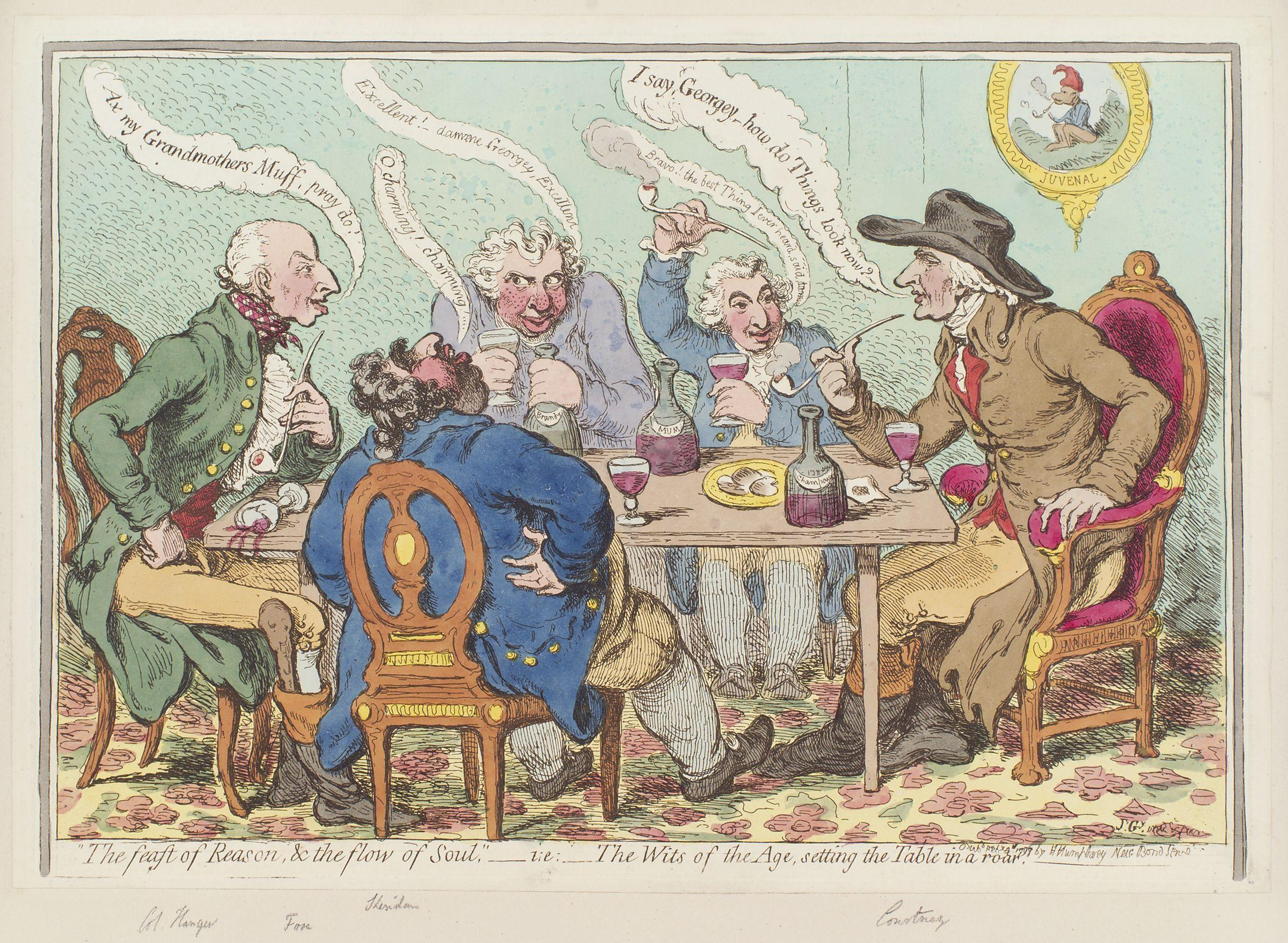
詹姆斯·吉尔雷一幅關於妙語的作品 (1797年)

妙語（英語：Wit）是幽默的一種形式，乃書寫或述說機智且通常有趣內容的能力。一個妙語者（英語：witty）是一位善於製造機智且趣味之辭的人。妙語之形式包含諷刺（英語：quip）與機敏的應答（英語：repartee）。

## 表現形式
一如多蘿西·帕克在阿爾岡金圓桌中的妙語，它們可以犀利（如在許多警句中的例子）且巧妙地方式呈現，而不僅止於有趣。
打趣（英語：quip）是一種包含某些妙語的意見或語句，但有可能成為挖苦或論點的簡短敘述。 機敏的應答（英語：repartee）則是一種以快速回答與封頂評論為形式的妙語（例如：王爾德: "I wish I'd said that." 惠斯勒: "You will, Oscar, you will".）。